# Geografia d'Albània
Albània (nom local: Republika i Shqiperise) és un estat d'Europa meridional, a la península Balcànica. Limita amb Grècia, Montenegro, Macedònia del Nord i Sèrbia, així com amb les mars Adriàtica i Jònica.

## Geografia física

### Relleu
Aquest país de 28.748 km² és molt muntanyenc, amb alçades generalitzades de més de mil metres. A la zona septentrional hi ha els vessants dels Alps Dinàrics, calcàries i gres. L'alçada màxima és el Kòrab, que arriba als 2.764 m d'altitud i es troba a la frontera amb Sèrbia. Les terres baixes només ocupen la setena part del país i es redueixen a la plana litoral i a valls molt estretes.

### Rius, llacs i costes

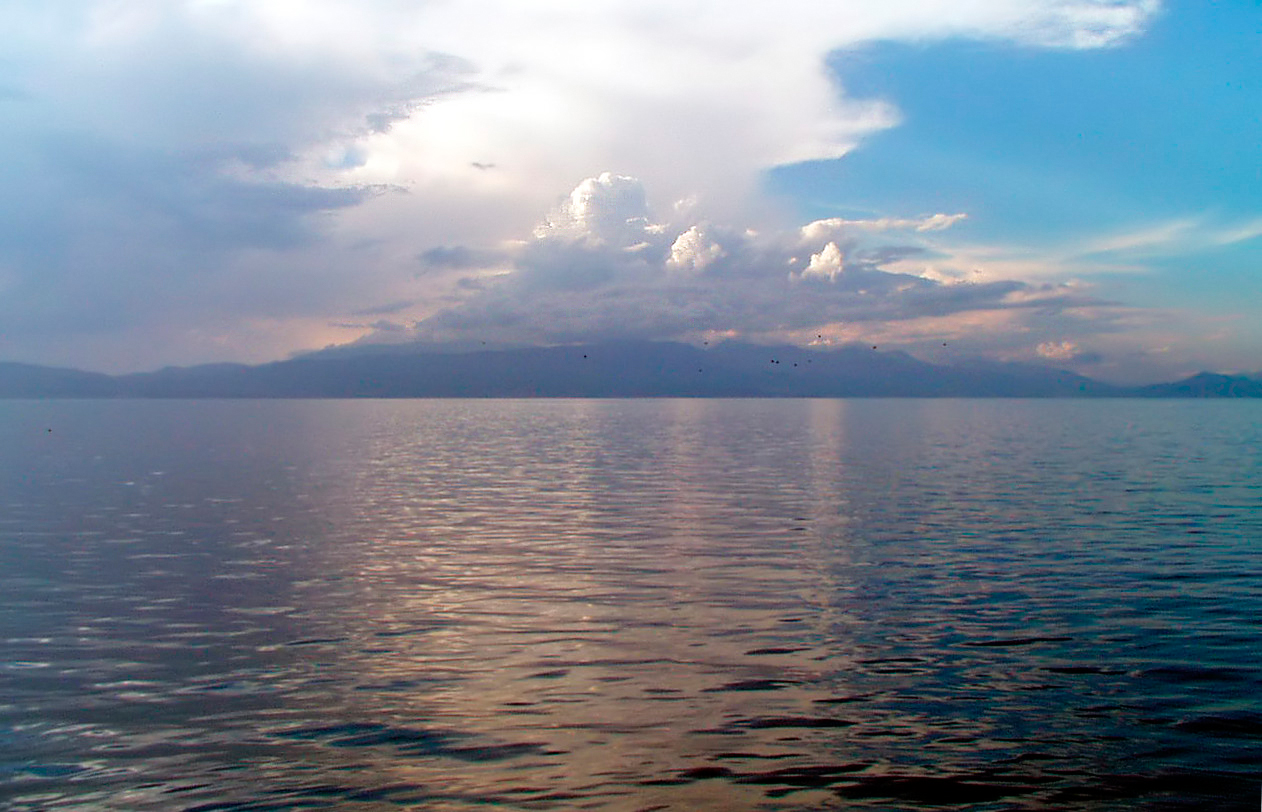
Llac d'Okhrida

Els rius són curts i torrencials. Els principals en són el Drin, el Devoll, el Genusus i el Semani.
Els principals llacs del país són a les fronteres amb els estats veïns. Al sud-est hi ha dos llacs d'origen tectònic: l'Ohrid i el Prespa. Al nord, prop de la costa mediterrània, se situa el llac Skadar, a les ribes del qual es troba la ciutat homònima.
La zona costanera té 450 km i és entre les mars Adriàtica i Jònica. La costa adriàtica és retallada, esquitxada de golfs i caps. Ofereix pocs ports naturals; una excepció n'és Vlorë al golf del mateix nom.

### Clima
Tot el país queda en una latitud sotmesa a una varietat de pautes climàtiques durant l'hivern i l'estiu. Les terres costaneres que es són enfront de l'Adriàtica i la Jònica gaudeixen de clima mediterrani, amb temperatures mitjanes anuals al voltant de 16 °C. En canvi, a mesura que s'avança cap a l'interior, és cada vegada més rigorós i plujós, fins a arribar a clima continental, amb mitjanes anuals de 10 °C i bruscs contrasts de temperatures al llarg de l'any. De manera que Albània té moltes zones climàtiques per a una superfície tan petita. Tant a les terres baixes com a l'interior, el temps varia marcadament de nord a sud.

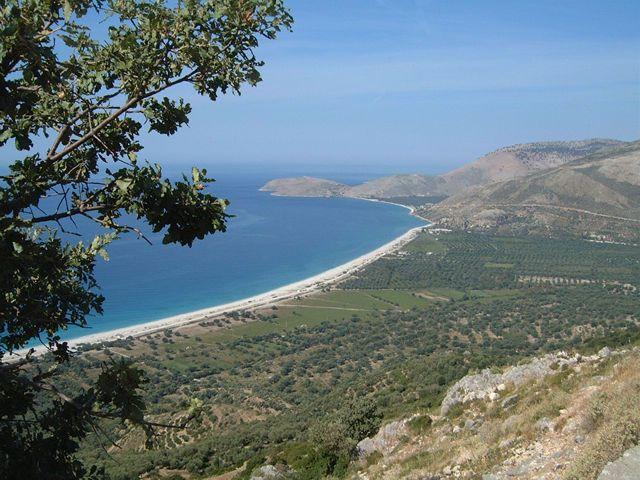
Litoral a Albània meridional

Les terres baixes tenen hiverns suaus, amb una temperatura mitjana de 7 °C. Les temperatures mitjanes en són de 24 °C, la humitat és alta i el temps tendeix a ser incòmode. A les terres baixes meridionals, la mitjana de temperatura és de 5 °C més alta al llarg de l'any. La diferència és major de 5 °C durant l'estiu i una mica menys a l'hivern.
Les temperatures terra endins estan afectades més per les diferències de l'altitud que per la latitud o qualsevol altre factor. Les baixes temperatures hivernals a les muntanyes provenen de la massa d'aire continental que domina l'Europa oriental i els Balcans. Els vents del nord i nord-est bufen durant la major part del temps. Les temperatures mitjanes a l'estiu són més baixes que a les zones costaneres i molt menors a les majors altures, però les fluctuacions diàries són majors. Les temperatures màximes en el dia a les conques interiors i a les valls fluvials són molt altes, però les nits són quasi sempre fresques.
La precipitació és intensa, com a resultat de la convergència del corrent d'aire de la Mediterrània i la massa d'aire convencional. Les pluges més intenses es donen a les terres altes centrals. Moltes tempestes estan acompanyades de vents locals alts i pluges torrencials.
Quan la massa d'aire continental és feble, la humitat dels vents mediterranis cauen més lluny terra endins. Quan hi ha una massa d'aire continental dominant, l'aire fred es vessa per les terres baixes, i això ocorre sobretot a l'hivern. Com que les temperatures més baixes de l'estació danyen les oliveres i els cítrics, les hortes i els jardins queden reservats en llocs protegits amb exposició al sud i oest, fins i tot en zones amb altes temperatures hivernals. Les pluges mitjanes a les terres baixes van de 1.000 a 1.500 mm anuals, amb els nivells més alts al nord. El 95% de la pluja cau a l'hivern. La pluja a les muntanyes és més intensa. Es calcula que en algunes zones muntanyenques les precipitacions superen els 2.000 mm. Les mitjanes anuals en són d'uns 1.800 mm i poden arribar a 2.550 mm en algunes zones septentrionals. La variació estacional no és tan gran com al litoral.
Les muntanyes més altes de terra endins reben menys precipitció que les terres altes intermèdies. Les diferències de terreny causen àmplies variacions, però la distribució estacional és la més consistent de totes les zones.
|                                     | Gen | Febr | Mar | Abr | Maig | Juny | Jul | Ag | Set | Oct | Nov | Des |  |
| Mitjana inferior (°C)               | 2   | 2    | 5   | 8   | 12   | 16   | 17  | 17 | 14  | 10  | 8   | 5   |  |
| Mitjana superior (°C)               | 12  | 12   | 15  | 18  | 23   | 28   | 31  | 31 | 27  | 23  | 17  | 14  |  |
| Humitat en %                        | 71  | 69   | 68  | 69  | 70   | 62   | 57  | 57 | 64  | 67  | 75  | 73  |  |
| Sol (h/dia)                         | 4   | 4    | 5   | 7   | 8    | 10   | 12  | 11 | 9   | 7   | 3   | 3   |  |
| Precipitacions (dies)               | 13  | 13   | 14  | 13  | 12   | 7    | 5   | 4  | 6   | 9   | 16  | 17  |  |
| Font: Dades climàtiques (en anglès) |     |      |     |     |      |      |     |    |     |     |     |     |  |

### Medi ambient

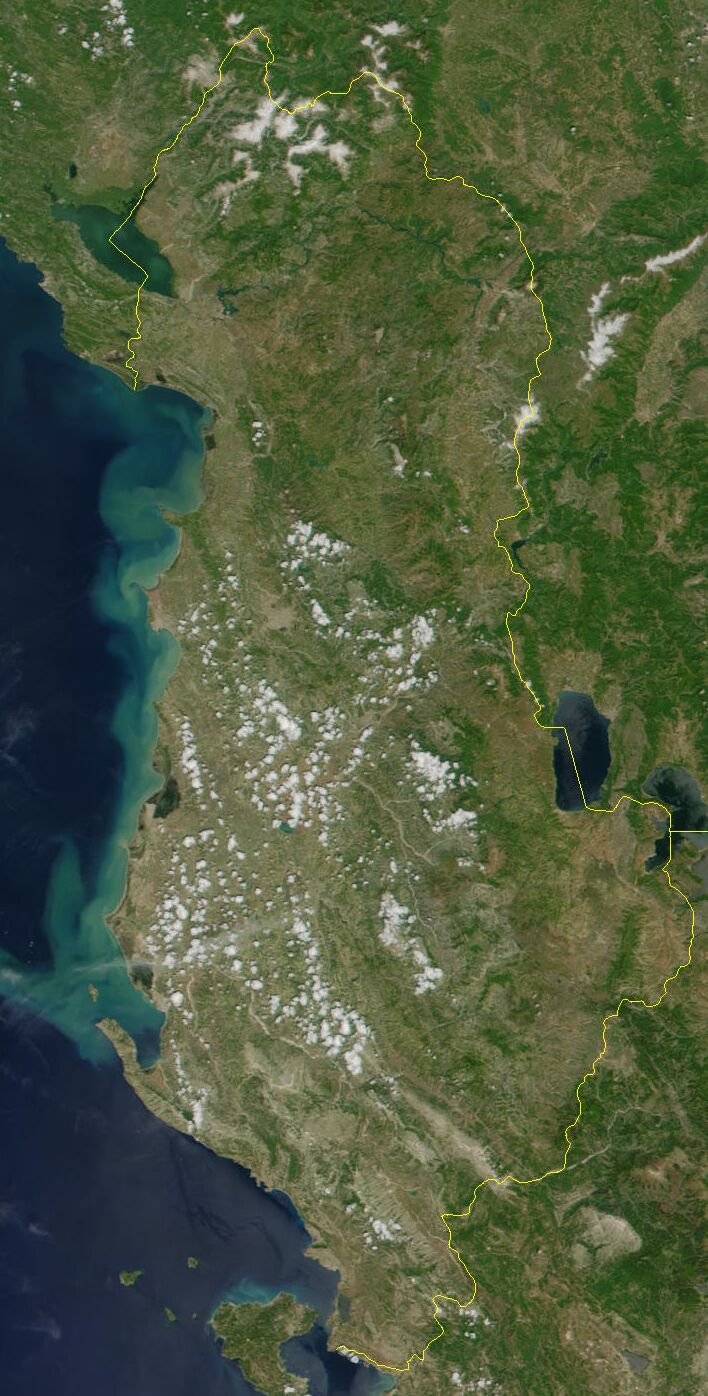
Imatge de satèl·lit d'Albània, juny de 2000

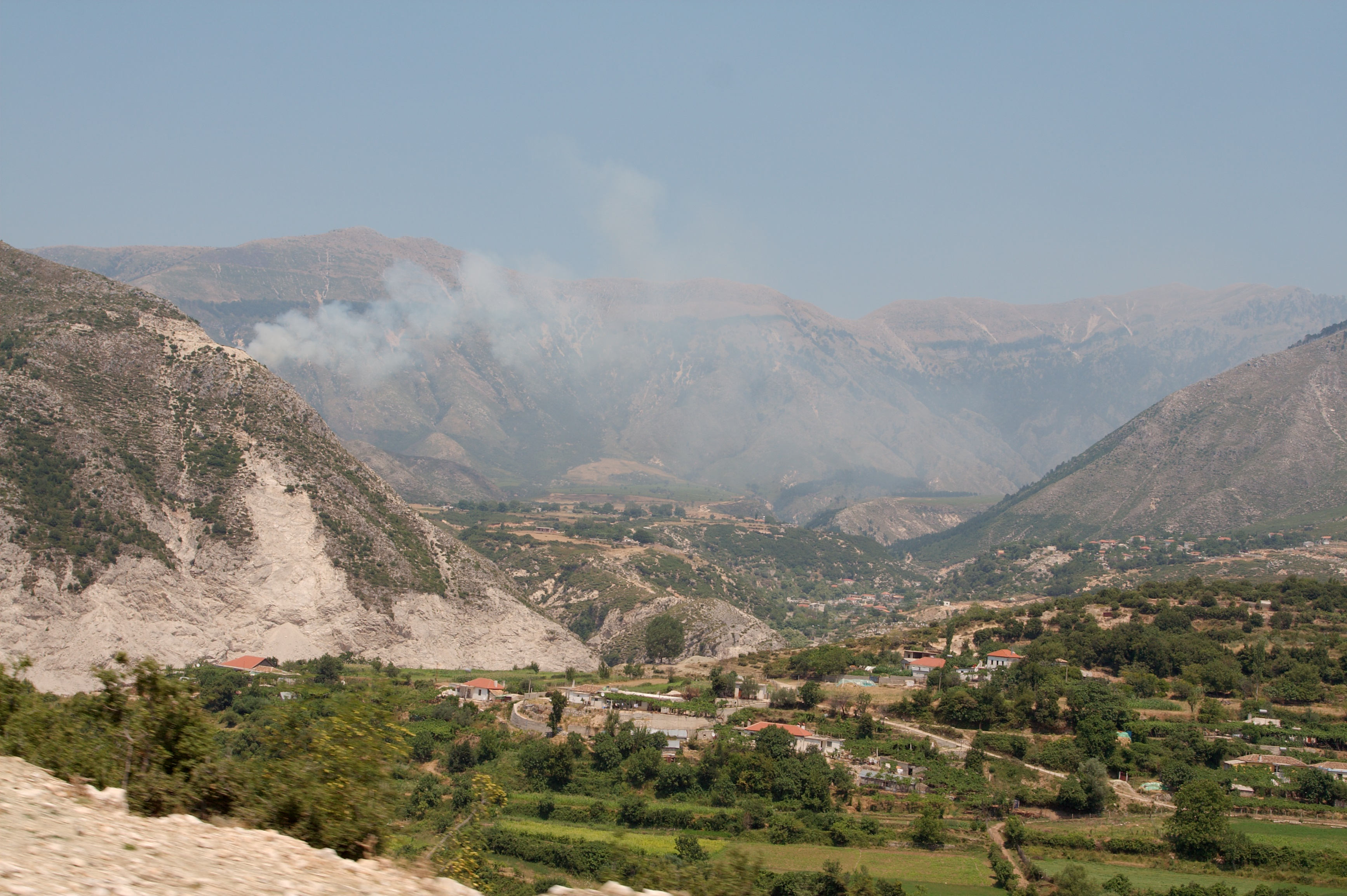
Muntanyes del Parc nacional de Llogara, Himara, Albània, a l'estiu de 2007

La vegetació mediterrània amb màquia i coníferes destaca a la franja litoral, mentre que a l'interior muntanyenc predominen boscs de coníferes i caducifòlies.
Segons WWF, el territori d'Albània es reparteix entre quatre ecoregions:
- Bosc mixt dels Alps Dinàrics a l'extrem nord
- Bosc mixt balcànic al nord-est
- Bosc mixt de les muntanyes Pindo al centre i sud-est
- Bosc caducifoli d'Il·líria a la resta del país

Hi ha tres aiguamolls protegits pel conveni de Ramsar a Albània, amb una superfície total de 83.062 hectàrees:
- Llacuna de Karavasta, designada el 29-11-1995. La ciutat més propera n'és Lushnjë, 41° 00′ N, 019° 30′ E / 41.000°N,19.500°E 41° 00′ N, 019° 30′ E / 41.000°N,19.500°E / 41.000, 19.500 i s'estén per 20.000 hectàrees. És un parc nacional.
- Butrot, designada el 28-03-2003. Es troba en 39° 50′ N, 020° 00′ E / 39.833°N,20.000°E 39° 50′ N, 020° 00′ E / 39.833°N,20.000°E / 39.833, 20.000 i s'estén per 13.500 hectàrees. És un parc nacional i patrimoni de la Humanitat designat per la Unesco. És un complex d'aiguamolls a la part sud-oest d'Albània, famós pels monuments arqueològics (antic port de Buthrotum - Butrot), significat històric i riquesa natural.
- Llac Skadar i riu Buna, designats el 02-02-2006. Es troba al districte de Malësi i Madhe, Shkodër, 42° 03′ N, 019° 29′ E / 42.050°N,19.483°E 42° 03′ N, 019° 29′ E / 42.050°N,19.483°E / 42.050, 19.483 i s'estén per 49.562 hectàrees. És una zona protegida nacional. El costat oriental del llac més gran de la península balcànica, compartit amb Montenegro (Skadarsko Jezero Ramsar site), i el riu Buna amb un delta gairebé natural a la costa oriental adriàtica.

Els parcs nacionals d'Albània són:
- Avet d'Hotova
- Butrot
- Dajti
- Divjaka
- Drenova
- Tomorr
- Llogara
- Prespa
- Lura
- Thethi
- Vall Valbona
- Pas Shtam
- Zall Gjocaj
- Shebenik-Jabllanica

## Geografia humana

Mapa topogràfic d'Albània, amb les seues principals poblacions, línies de comunicació i accidents geogràfics

La població es calculava en 3.639.453 habitants al juliol de 2009, la qual cosa dona una densitat de 126,60 habitants per km². El 47% (2008) de la població total resideix en zones urbanes.
Quant als principals grups ètnics, segons una estimació de l'any 1989, un 95% de la població és albanesa, considerats tracioil·liris o dinàrics. Dins de les minories, el principal grup n'és el dels grecs, la proporció dels quals varia, ja que segons les estadístiques oficials eren un 1% de la població, mentre que grups grecs calculen que poden arribar al 12%, The World Factbook n'assenyala un 3%.
L'idioma parlat a Albània és l'albanés, dividit en dos grups lingüístics: el tosc (oficial) i gueg o gueguí.
La religió predominant n'és la musulmana (70%). Els ortodoxos representen el 20%, i hi ha una minoria catòlica (10%). Aquests percentatges són mers càlculs del World Factbook, ja que no hi ha estadístiques actuals sobre afiliacions religioses; totes les mesquites i les esglésies es tancaren al 1967 i s'hi prohibiren les pràctiques religioses. El novembre de 1990 començaren a permetre la pràctica religiosa privada.
La capital n'és Tirana, amb 616.396 habitants (2008). Les ciutats principals són: Shkodër, Durrës, Valona, Korce i Elbasan. El país es divideix en dotze comtats (qarqe, en singular, qark): Berat, Dibër, Durrës, Elbasan, Fier, Gjirokastër, Korçë, Kukës, Lezhë, Shkodër, Tirana i Vlorë.

## Geografia econòmica
Dins dels recursos naturals d'Albània es poden esmentar: petroli, gas natural, carbó, bauxita, cromita, pirites cupríferes, minerals ferrosos, níquel, sal, fusta i energia hidroelèctrica.
La terra arable en representa el 20,1%, la dedicada a collites permanents el 4,21% i la resta és el 75,69% (2005). La terra irrigada arriba a 3.530 km² (2003). L'agricultura continua sent (2006) el principal sector econòmic, empra el 58% de la població activa. Produeix dacsa, blat, vinya i remolatxa sucrera, a més de creïlles, fruita i hortalisses. De la ramaderia ovina i caprina obté carn i productes làctics.
A la indústria es dedica el 15% i el 27% en el sector serveis. Dins de les indústries n'hi ha d'aliments i la tèxtil. Exporta roba i calçat, asfalt, metalls i cru, així com fruites, hortalisses i tabac. El seu principal comprador és Itàlia (55,9%); també exporta a Grècia (11,6%) i la Xina (7,2%) (2008).